# Fausto Samuele Quilleri
Fausto Samuele Quilleri (Crema, 8 marzo 1922 – 7 gennaio 2001) è stato un politico e ingegnere italiano.